# مديرية حبيش

تعديل مصدري - تعديل

مديرية حبيش إحدى مديريات محافظة إب في وسط اليمن. بلغ عدد سكانها 105998 نسمة عام 2004.
```
*التأريخ 
```

كانت حبيش تسمى قديماً مخلاف الحبيشية في العهد الإسلامي والعثماني وتتبع «قضاء رداع»، وفي سنة 1357 سلخ الإمام يحيى حميد الدين من قضاء رداع «مخلاف الحبيشية وبعض مخلاف الرياشية» وجعلهما ناحية مركزها دمت بعد أن أضيف إليهما عزلتا أزال والبكرة من مخلاف عمار، وعزلة منقير وعزلة مكنة من مخلاف العود، وأضافها إلى «لواء إب» (حالياً محافظة إب). ويسكن حبيش قبائل عديدة ومن اشهرها :  آل سالم . آل ابوحليقة . آل الصلاحي . آل البتول . آل بركات . آل البهلولي . آل قاسم . آل الشبيبي . آل حاجب . آل طه . آل البخيتي . آل الاحمدي . آل العامري . آل القوسي . آل الشدادي . آل الخطابي . آل الزوم . آل الزوقري . آل مثنى . آل الحاج . آل مهدي . آل الكبسي . آل الحامدي . آل اسحم . آل العقاب . آل اسحم .